# Győri Illés István
Győri Illés István (Családneve: Győri Illés. Szignója Gyil; Zilah, 1892. május 9. – Budapest, 1970. december 11.) erdélyi magyar író, költő, újságíró, szerkesztő.

## Életútja
Az I. világháborúban frontszolgálatot teljesített, harctéri írásai Beszélnek a halottak címmel jelentek meg (Budapest, 1917). A kommün idején vöröskatona volt. 1919-ben hazatért, nagyváradi és kolozsvári lapok munkatársa lett; 1921-től a Gyilkos című riportlap szerkesztője; közreműködött más időszaki kiadványok (Carneval, Commerz, Lemnul, Toll) megjelentetésénél is. A Horthy-rendszer baloldali magatartását börtönbüntetéssel sújtotta (1940–44), a Gestapo elhurcolta. Megmenekülése után Budapesten folytatta irodalmi munkásságát.
Verseskötetekkel már Győrött 1914-ben, majd a forradalom alatt 1918-ban Budapesten jelentkezett. A két világháború között szülőföldjén színes, szórakoztató írásokkal és kiadványokkal igyekezett egy szélesebb olvasóközönség olvasmányigényeit kielégíteni. Szerkesztette a Ha-ha-ha c. „vidám könyvek” sorozatát (1920).
Földes Imrével közösen szerzett s Kolozsvárt 1926-ban bemutatott Szultána c. operettje sokáig szerepelt a színpadon. A Metamorphosis Transylvaniae c. cikkgyűjtemény (Kolozsvár, 1937) szerkesztésével és kiadásával értékes történeti és irodalomtörténeti dokumentum megjelenéséhez járult hozzá.

## Főbb kötetei
- Góner Menci karrierje (Egy szélhámos regénye. Kolozsvár, 1926);
- Honny soit qui mal y pense (erotikus elbeszélések, Nagyvárad, 1928);
- Tíz perc szünet (humoreszkek, Nagyvárad. 1930);
- A földalatti hármak (7 erdélyi író kollektív regénye, Benamy Sándor, Fekete Tivadar, Károly Sándor, Ligeti Ernő, Nagy Karola, Szántó György, valamint Mikes Imre és Szabó Imre közreműködésével, Tamási Áron előszavával, Kolozsvár, 1933);
- Örök játék (versek, Kolozsvár, 1939).
- Dalol a munka, dalol a gép (versek, Budapest, 1948).